# Château de Cambes-en-Plaine
Situé sur la commune de Cambes-en-Plaine dans le Calvados, le château de Cambes-en-Plaine, sérieusement endommagé pendant les combats de juillet 1944 fut rasé vers 1950.

## Historique
Il fut successivement propriété des familles de Mathan, de Faret de Fournès, de Valori et enfin de la famille de Colombel.